# Lodowy Stawek
Lodowy Stawek (słow. Modré pleso, niem. Blauer See, węg. Kék-tavacska) – staw położony na wysokości 2157 m n.p.m. (według niektórych źródeł 2192 m), w Dolince Lodowej (odnoga Doliny Małej Zimnej Wody), w słowackich Tatrach Wysokich. Znajduje się w kamiennej dolince otoczonej moreną niwalną. Ma powierzchnię 0,4 ha, wymiary 73 × 73 m i głębokość ok. 4,5 m. Jest najwyżej położonym stałym stawem tatrzańskim. Nieco wyżej (2207 m n.p.m.) leży Barani Stawek, u stóp południowej ściany Baranich Rogów, ponieważ jednak jest on zbiornikiem niewielkim i okresowo wysychającym, nie jest brany pod uwagę w wykazach.
Walery Eljasz-Radzikowski w 1886 pisał o nim: „Stawek ten zwać należy Lodowym, bo prawie zawsze bywa lodem i śniegiem pokryty”. W przewodnikach Józefa Nyki jeziorko nazywane jest Lodowym Stawem.

## Szlaki turystyczne
– od Schroniska Téryego do Dolinki Lodowej, przechodzi obok Lodowego Stawu i pnie się na Lodową Przełęcz.
- Czas przejścia od schroniska Téryego do rozstaju w Dolince Lodowej: 0:30 h, ↓ 0:25 h
- Czas przejścia od rozstaju na Lodową Przełęcz: 0:45 h, ↓ 0:35 h

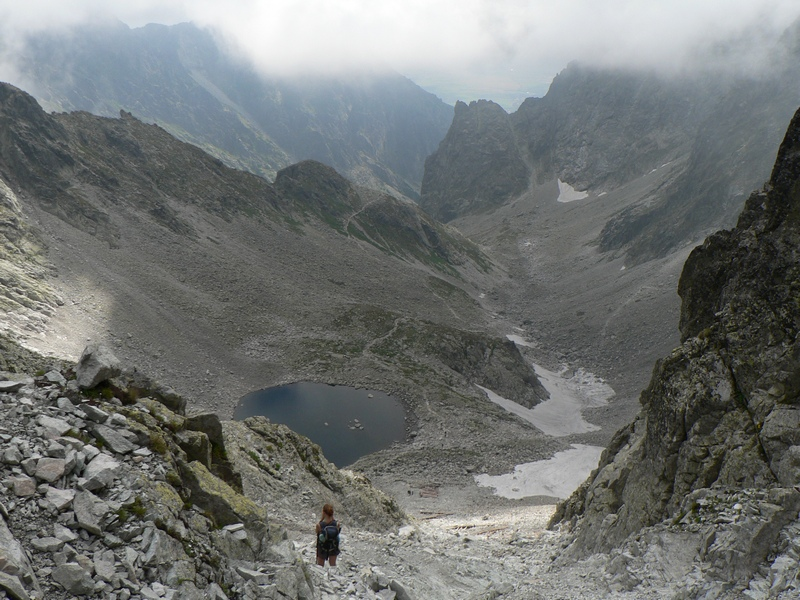
Lodowy Stawek i Dolinka Lodowa